# Melchior Schäferhoff

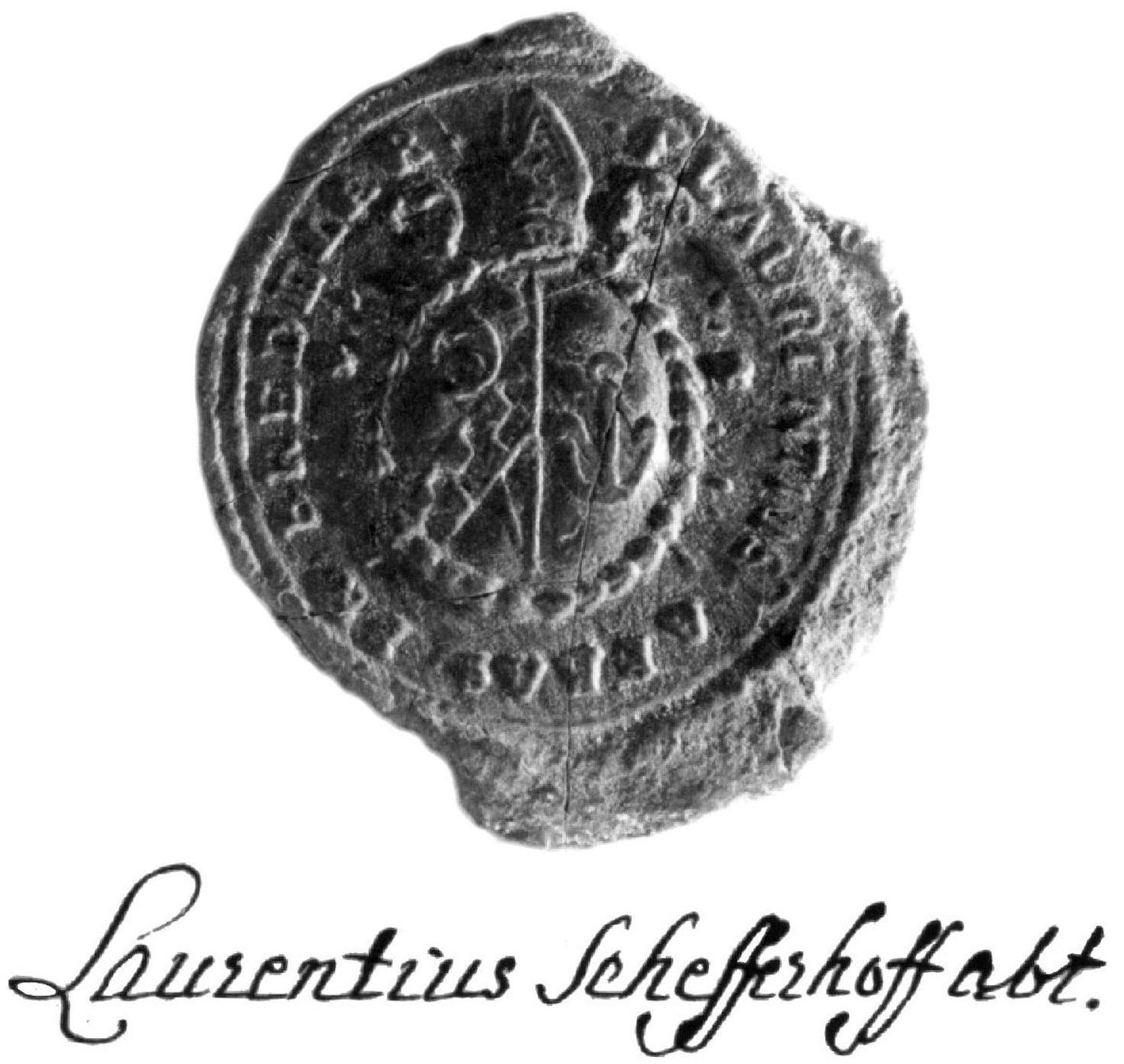
Siegel und Unterschrift des Bredelarer Abtes Laurentius III. (Melchior Schäferhoff)

Melchior Schäferhoff SOCist (teilw. auch Schefferhoff) (* 11. April 1747 in Westönnen; † 6. September 1821 in Mülheim (Möhne)) war unter dem Ordensnamen Laurentius III. von 1790 bis 1804 der 50. und letzte Abt des Zisterzienserklosters zu Bredelar.

## Leben
Melchior Schäferhoff entstammte dem Westönner Zweig einer alten westfälischen Großbauernfamilie aus Sieveringen (heute Gemeinde Ense/Kreis Soest). Er wurde als ältestes von sechs Kindern des Westönner Küsters Melchior Schäferhoff und seiner Ehefrau Anna Clara Maria geb. Henning am 11. April 1747 geboren. Am 15. April 1747 wurde er in der katholischen Pfarrkirche St. Cäcilia zu Westönnen getauft. Wie bereits sein Vater und sein Großvater Johann (ebenfalls Küster zu Westönnen von 1723 bis 1740) besuchte er das Gymnasium Laurentianum in Arnsberg.

### Aufnahme in die Ordensgemeinschaft
Am 19. April 1766 war er in die Ordensgemeinschaft der Zisterziensermönche aufgenommen worden und erhielt den Ordensnamen Laurentius. Nach seiner Ausbildung und Ablegung der Gelübde wurde er 1771 zum Priester geweiht. Hiernach betraute man ihn zunächst mit der Verwaltung kleinerer Klosterämter. So diente er als Hilfsküster, Küster und Refektoriumsverwalter der Ordensgemeinschaft.  Ab 1778 übernahm er dann als Pfarrer die Pfarrstelle zu Bontkirchen, die auch das Amt des Zehntdirektors zu Messinghausen beinhaltete. Ab 1781 war er Zehntdirektor zu Korbach und ab 1788 zu Brilon.
Obwohl der Abt des Mutterklosters Hardehausen als Vaterabt das Recht hatte, die Neuwahl eines Abtes im Tochterkloster Bredelar zu leiten, setzte sich 1790 der Kölner Erzbischof und Kurfürst Maximilian Franz von Österreich über dieses Recht hinweg und entsandte den geistlichen Rat Freusberg nach Bredelar, um der Wahl vorzustehen. Diese war notwendig geworden, weil am 24. Januar 1790 Abt Joseph Kropff, mitten in den Aufbauarbeiten des durch einen Brand im März 1787 bis auf die Grundmauern niedergebrannten Klosters, verstorben war. Der Hardehausener Abt protestierte zunächst gegen dieses Vorgehen und den Eingriff in die Rechte der Zisterzienser, mit dem Argument, dass diese nicht dem Erzbischof, sondern nur dem Papst unterstünden. Der Kurfürst kümmerte sich jedoch nicht um die Einreden und ließ die Bredelarer Brüder am 11. Mai 1790 die Wahl vollziehen. Diese fiel auf den 43 Jahre alten Ordensbruder Melchior Schäferhoff, der damit als Laurentius III. der 50. Abt des Klosters wurde.

### Amtszeit als Abt

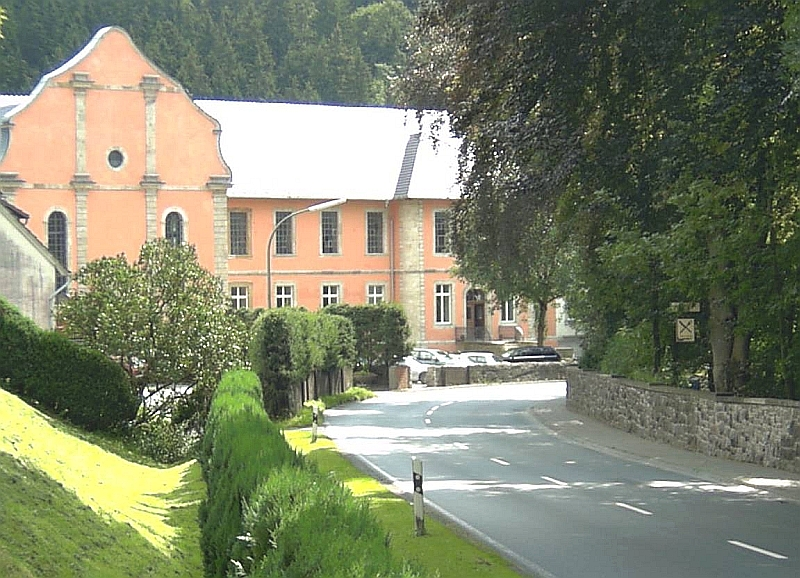
Kloster Bredelar

Eine seiner ersten Amtshandlungen war sicherlich die Weiterführung und Vollendung der Bautätigkeiten im Kloster. Zugleich musste er aber auch für die Durchsetzung einer neuen Anordnung des Kölner Erzbischofes sorgen, die dem allmählichen Verfall der Sitten im Kloster entgegenwirken sollte. Dieser hatte dem Kloster, zugleich mit der Neuwahl des Abtes, eine neue innere Ordnung und andere Strukturierung geben wollen. Sie betraf nicht nur die Amtsgeschäfte des Abtes, sondern auch die Umverteilung der Klosterämter und deren Zuständigkeiten. Auch sollte ein Klosterkapitel, bestehend aus dem Abt als Vorsteher und den zehn ältesten Klosterbrüdern, eingerichtet werden. Die Entscheidung dieses Gremiums sollte selbst die Entscheidung des Abtes aufheben können. So sinnvoll diese neue Ordnung in der Zeit erheblicher politischer und gesellschaftlicher Umbrüche sicher war, sie ließ sich offenbar nicht ohne Widerstände durchsetzen. Im Jahre 1796 gab es hierüber zwischen Abt Laurentius und den Ordensbrüdern, die ihre neu gewonnenen Rechte ihm gegenüber offenbar immer massiver einforderten, zu einem heftigen Streit. Der Abt verklagte daraufhin den gesamten Konvent und setzte seine althergebrachten Rechte erfolgreich beim Kölner Erzbischof durch. Die erzbischöfliche Anordnung von 1790 war hinfällig und wurde demgemäß zurückgenommen. Der Eintracht und dem Frieden der Klostergemeinschaft war diese Entscheidung sicher abträglich und späterhin wird berichtet, dass es hiernach vermehrt Uneinigkeit und Intrigen gab.
Dieser scheinbar unüberbrückbare Graben zwischen Tradition und Moderne gestaltete sich nicht nur in Bredelar schwierig. Auch andere Klöster waren vom Umbruch und den liberalen Vorstellungen dieser Zeit betroffen. So war Abt Laurentius III. bereits im Oktober 1790 vom Kurfürsten als erzbischöflicher Kommissar ins Zisterzienserinnenkloster Himmelpforten entsandt worden. Hier setzte er liberale Reformen durch, die in einem vorherigen Reformversuch, ausgelöst durch Dissonanzen zwischen den Konventualinnen und der Chorjungfrau Wilhelmina Iskenius, durch den erzbischöflichen Visitator Neesen gescheitert waren. Die Himmelpforter Äbtissin Clementine Todt und die Konventualinnen hatten ihre althergebrachte Ordnung gegenüber Neesen zunächst vehement verteidigt. Abt Laurentius modifizierte das bereits durch Neesen vorgelegte und reformierte Regelwerk oder milderte es in Teilen ab, so dass die Nonnen ihren Widerstand dagegen in der Folge aufgaben. Ebenso setzte er offenbar die erzbischöfliche Weisung, keine neuen Konventualinnen und Laienschwestern aufzunehmen, in Gänze um.
Im März 1792 reiste Laurentius in seinen Heimatort Westönnen, denn unter dem 24. März meldet das Westönner Kirchenbuch die Übernahme seiner Patenschaft bei der Taufe von Melchior Adam Böckmann, dem Sohn seiner Schwester Clara Angela und seines Schwagers Heinrich Böckmann genannt Luigsmöller.

### Ruhestand
Als am 17. Oktober 1803 Landgraf Ludwig X. von Hessen-Darmstadt als neuer Landesherr des Herzogtums Westfalen die Aufhebung aller Klöster befahl, war auch Bredelar betroffen. Abt Laurentius erhielt nach der Säkularisation ein Pensionsgehalt von jährlich 1600 Florin zugesprochen. Dieses wäre nach den geltenden Rechtsverordnungen des Reichsdeputationshauptschlusses sogar um 400 Florin höher gewesen. Allerdings hatte sich Laurentius in der Übergangszeit der Klosterauflösung zunächst geweigert, den Rechts- und Vermögensstatus sowie das Bibliotheksverzeichnis zu erstellen. Erst als ihm angedroht wurde, seine Pension auf lediglich 500 Florin festzusetzen, sollte er sich weiterhin weigern, lieferte er die Aufzeichnungen.
Anfang 1804 verließ Bredelars letzter Abt das Kloster und zog in die Ordenskommende des deutschen Ordens nach Mülheim/Möhne. Dort starb er am 6. September 1821 im Alter von 74 Jahren an Altersschwäche. Beigesetzt wurde er am 8. September in der Ordensgruft der Ordensritter in der katholischen Pfarrkirche St. Margaretha in Mülheim durch Franz Drepper, den Mülheimer Pfarrer und späteren Bischof zu Paderborn.

## Nachleben

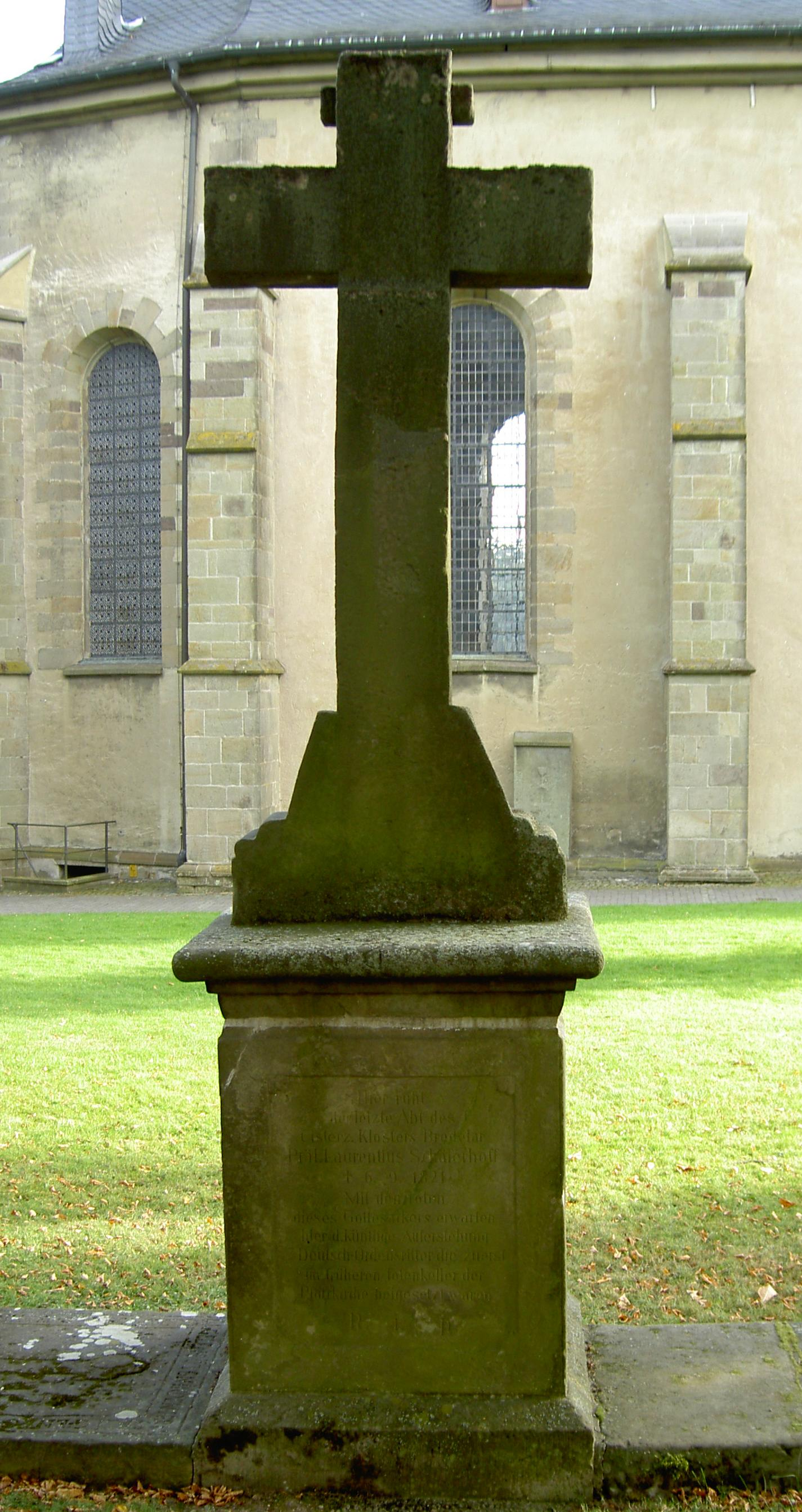
Rückseite des alten Friedhofskreuzes an der kath. Pfarrkirche St. Margaretha in Mülheim/Möhne mit Gedenkinschrift an den Bredelarer Abt Laurentius III. Schäferhoff und die Umbettung von sieben Ordensrittern der Deutsch-Ordenskommende

Bei Kirchenumbauten 1938 (Heizungseinbau) wurden die sterblichen Überreste der hier ruhenden sieben Ritter sowie des Abtes umgebettet und in unmittelbarer Nähe der Kirche auf dem alten Friedhof in Mülheim wiederbestattet. Die Erinnerung daran hat man in einer Inschrift auf der Rückseite des alten Friedhofskreuzes festgehalten. Sie lautet:

„Hier ruht der letzte Abt des Cisterz. Klosters Bredelar Präl.(Prälat) Laurentius Schäferhoff + 6.9.1821
Mit den Toten dieses Gottesackers erwarten hier d. künftige Auferstehung Deutsch Ordensritter die zuerst im früheren Totenkeller der Pfarrkirche beigesetzt waren. R.i.p. (Requiescat in pace)“

Der Abtsstab mit kunstvoller Krümme, der von seinen Amtsvorgänger Joseph Kropff angeschafft wurde und den er offenbar übernommen hat, befindet sich heute im hessischen Landesmuseum Darmstadt. Über das Brustkreuz (Pektorale) gibt eine Notiz im Propsteiarchiv Arnsberg-Wedinghausen weiteren Aufschluss. Dort heißt es unter dem 3. April 1822: „Die Regierung teilt dem Pfarrer (Friedrich Adolf) Sauer mit, dass der König den Verkauf des Brustkreuzes des Abtes Schäferhoff von Bredelar zu Gunsten der Pfarrkirche genehmigt habe“.